# Гаттен
Гаттен (нім. Hatten) — сільська громада в Німеччині, розташована в землі Нижня Саксонія. Входить до складу району Ольденбург.
Площа — 103,44 км2. Населення становить 14 440 ос. (станом на 31 грудня 2021).